# Operațiunea Sonnenblume

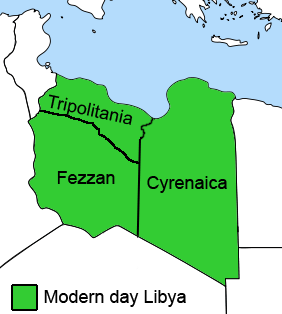
Cirenaica şi unitățile administrative incluzând toată Libia de est din 1927 până în 1963

Operațiunea Sonnenblume (Unternehmen Sonnenblume/Operațiunea Floarea Soarelui) a fost numele dat desfășurării unui corp expediționar german în Africa de Nord în februarie 1941, în timpul celui de-al Doilea Război Mondial pentru a ajuta Armata Italiană. Armata a 10-a italiană a fost distrusă de atacurile britanice, ale Commonwealth-ului, ale Imperiului și ale Forțelor Aliate din Deșertul de Vest în timpul operațiunii Compass (9 decembrie 1940 – 9 februarie 1941).  
Primele unități ale noului format Deutsches Afrikakorps (DAK, sub comanda gen. lt. Erwin Rommel) au plecat din Napoli spre Africa și au sosit pe 11 februarie 1941.Pe 14 februarie Divizia a 5-a de blindate, Batalionul 3 de recunoaștere și Detașamentul 39 antitanc au sosit în Tripoli, Libia, fiind trimise imediat pe front la est de Sirt.
Rommel a sosit în Libia pe 12 februarie, cu ordin să apere Tripoli și Tripolitania, folosind tactici agresive. Generalul Italo Gariboldi l-a înlocuit pe Maresciallo d'Italia (Mareșalul Italiei) Rodolfo Graziani ca guvernator general al Libiei pe 25 martie, iar Generale d'Armata Mario Roatta, comandantul șef al Regio Esercito (Armata Regală Italiană), i-a ordonat lui Graziani să plaseze Unități motorizate italiene în Libia sub comanda germană. Primele trupe germane au ajuns la Sirt pe 15 februarie și au avansat la Nofilia pe 18 februarie. La 24 februarie, un grup de raid german a prins în ambuscadă o patrulă britanică lângă El Agheila. Pe 24 martie, Axa a capturat El Agheila și pe 31 martie a atacat Mersa Brega. Brigada a 3-a blindată britanică nu a reușit să contraatace și a început să se retragă spre Benghazi a doua zi.
Când Brigada a 3-a blindată britanică s-a pus în mișcare, tancurile ei uzate au început să se strice, așa cum fusese prevăzut. Brigada nu a reușit să împiedice mișcările de flancare ale Axei în deșertul de la sud de Cirenaica, ceea ce nu a lăsat infanteriei australiene din Benghazi altă opțiune decât să se retragă pe Via Balbia (coasta Libiană). Rommel și-a împărțit forțele în coloane mici pentru a împinge britanicii în retragere, în măsura în care i-a permis lipsa de combustibil și apă a Axei. O forță britanică considerabilă a fost capturată la Mechili, ceea ce a condus la retragerea britanică în continuare către Tobruk și apoi către frontiera libiano-egipteană. Forțele Axei nu au reușit să captureze Tobruk la prima ofensivă, iar Rommel a trebuit apoi să împartă forțele Axei între Tobruk și graniță.
Operațiunea Sonnenblume a reușit datorită capacității germanilor de a organiza o ofensivă, care a fost subestimată de generalul Archibald Wavell, comandantul șef al Orientului Mijlociu, Biroul de Război și Winston Churchill. Rommel a transformat situația prin îndrăzneala sa, care a fost neașteptată, în ciuda rapoartelor de la Ultra și MI14 (Informații militare britanice). Multe unități britanice au fost transferate în Grecia, iar altele în Egipt pentru a fi reorganizate. Unii comandanți numiți de Wavell la Comandamentul Cirenaica (CYRCOM) nu au putut să se ridice la înălțimea așteptărilor, iar Wavell s-a bazat pe hărți care s-au dovedit a fi inexacte atunci când a sosit mai târziu să vadă terenul cu ochii lui. În 1949, Wavell scria „Cu siguranță nu am cerut sprijin în lupta cu Rommel după experiența mea cu italienii. Ar fi trebuit să fiu mai prudent...”.